# Lucy (sonda)
Lucy je sonda americké agentury NASA, jejímž cílem je průlet kolem osmi planetek. Vrcholem mise mají být průlety kolem Jupiterových trojánů, tedy planetek obíhajících Slunce kolem libračních center L4 a L5 soustavy Slunce-Jupiter. K těmto planetkám se dosud žádná sonda nevydala.
Sonda proletí také kolem dvou planetek hlavního pásu obíhajících mezi Marsem a Jupiterem.
Sonda odstartovala 16. října 2021 z rampy SLC-41 Kennedyho vesmírného střediska pomocí rakety Atlas V (verze 401). Jde o 13. let vědeckého programu Discovery.

## Let
Hlavním cílem letu je zkoumání Jupiterových trojánů, které by se měly podle předpokladů skládat z velké části z materiálu, ze kterého se formovaly všechna tělesa Sluneční soustavy před 4,5 miliardami let.
Po vypuštění sondy byl přidán ještě jeden cíl: planetka (152830) Dinkinesh (s předběžným označením 1999 VD57), která se nachází v hlavním pásu, a jejíž přesná dráha byla určena až po naplánování letu sondy.

### Základní milníky letu
- 16. října 2021 – start,
- 16. října 2022 – první gravitační manévr u Země (průlet kolem Země),
- 1. listopadu 2023 – sonda proletěla kolem planetky hlavního pásu (152830) Dinkinesh ve vzdálenosti 430 km relativní rychlostí 4,5 km/s; pořídila spektrum planetky a několik fotografií, na kterých je vidět, že kolem ní obíhá měsíček o průměru asi 220 m, který se na dalších fotografiích ukázal jako dvojité těleso,
- 13. prosince 2024 – druhý gravitační manévr u Země,
- 20. dubna 2025 – průlet kolem planetky hlavního pásu (52246) Donaldjohanson,[3][4]
- 12. srpna 2027 – průlet kolem prvního Jupiterova trojánu (3548) Eurybates (obíhajícího librační centrum L4),
- 15. září 2027 až 11. listopadu 2028 –  průlet kolem dalších tří planetek v librační centru L4,
- 26. prosince 2030 – třetí gravitační manévr u Země,
- 2. března 2033 – průlet kolem posledního plánovaného Jupiterova trojánu (617) Patroclus (obíhajícího librační centrum L5).

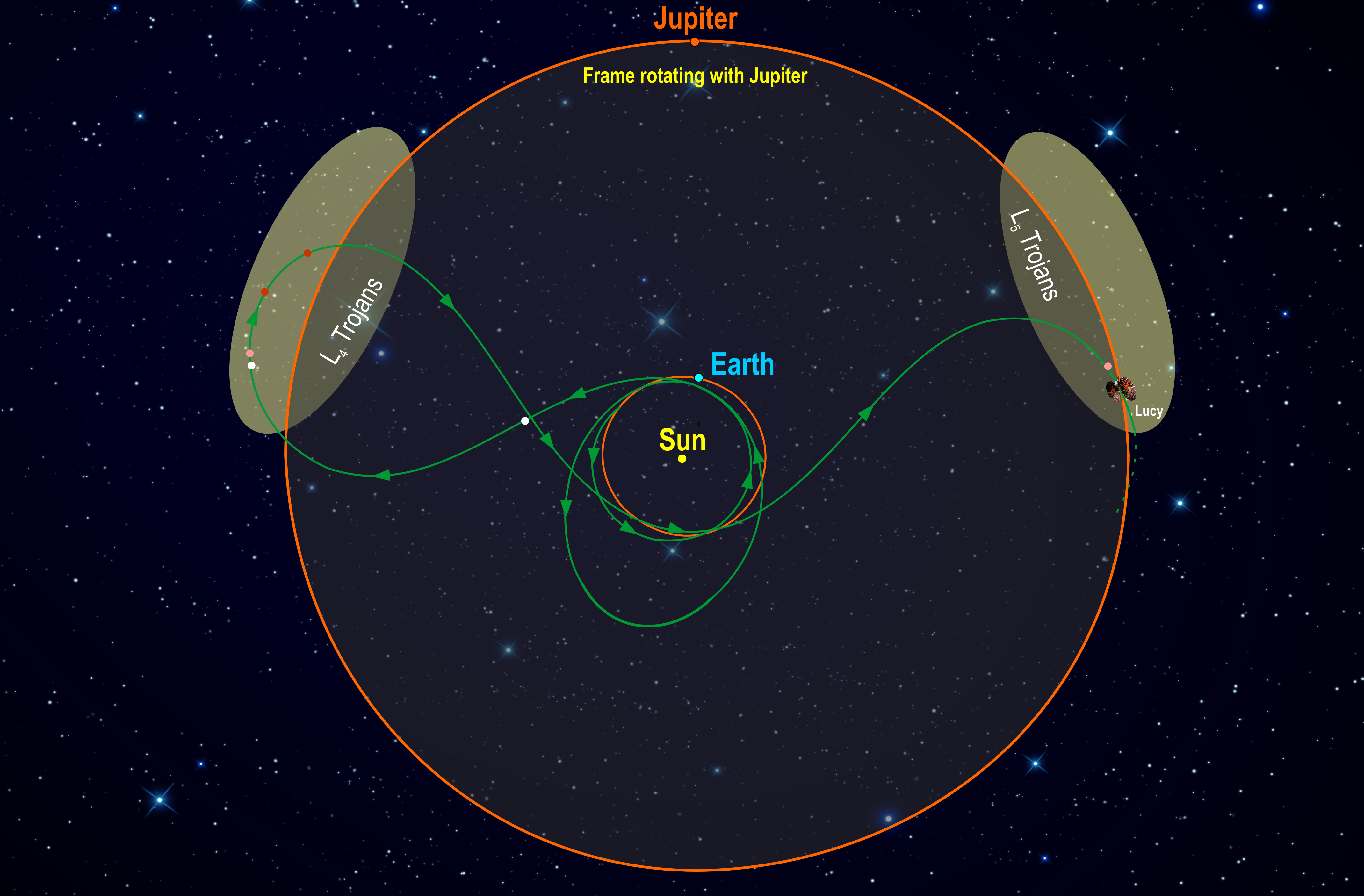
Schéma letu sondy Lucy (zeleně). Šedozelené elipsy jsou místa výskytu Jupiterových trojánů.

## Popis sondy

### Název
Mise je pojmenována podle archeologického nálezu kostry hominina známého jako Lucy, protože studium trojánů by mohlo odhalit „zkameněliny formování planet“: materiály, které se shlukovaly v rané historii Sluneční soustavy, aby vytvořily planety a další tělesa.

### Přístrojové vybavení
Sonda je vybavena těmito hlavními vědeckými přístroji:

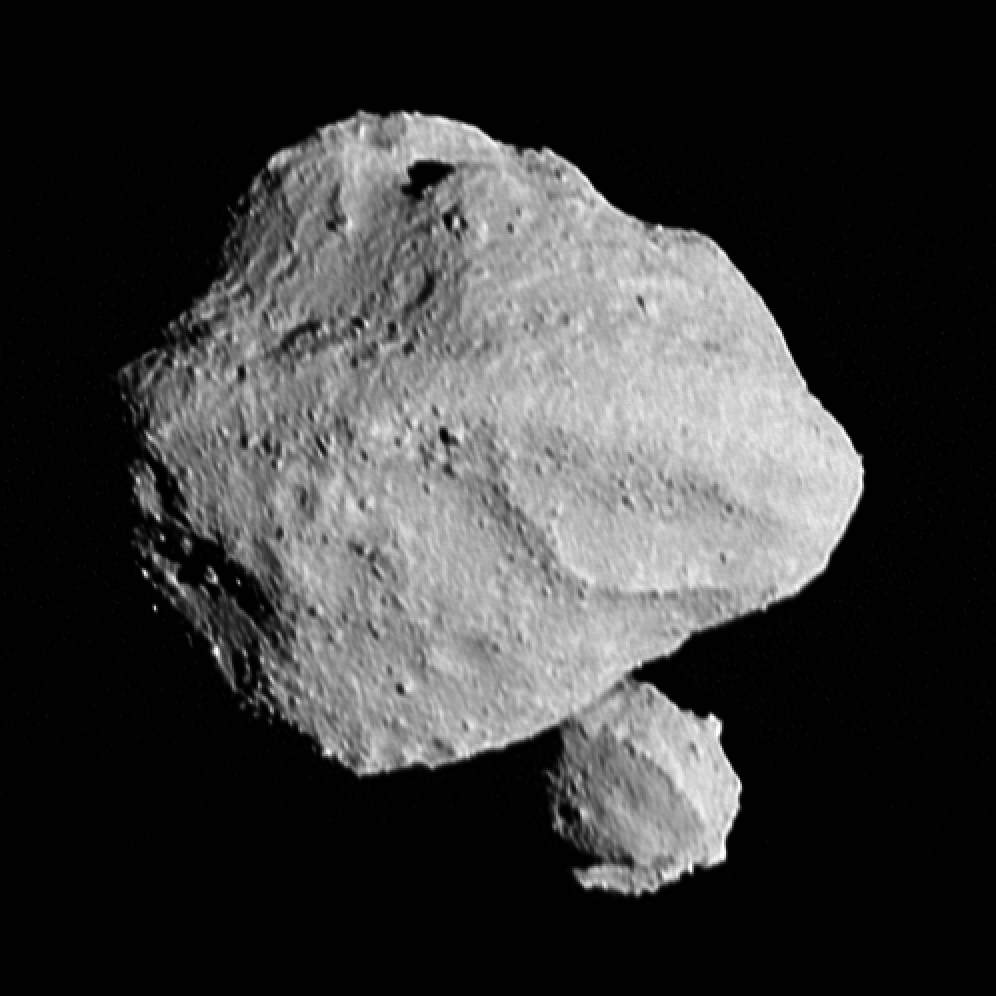
Fotografie planetky Dinkinesh pořízená kamerou L’LORRI 1. 11. 2023

- L'Ralph – barevná kamera pro viditelnou oblast (rozsah vlnových délek 400-850 nm) a snímkovací infračervený spektrometr (1000-3600 nm), který by měl hledat led, křemičité minerály i organické látky a určit tak povrchové složení zkoumaných planetek. Přístroj vychází z kamery Ralph použitém na sondě New Horizons.[1]
- L’LORRI – kamera s vysokým rozlišením pro černobílé snímky povrchu (rozsah 350–850 nm). Ze vzdálenosti 10 000 km (obvyklá vzdálenost, v jaké bude sonda prolétat kolem zkoumaných planetek) by měla být schopna rozlišit detaily až 70 m. Opět vychází z podobné kamery LORRI na New Horizons.
- L’TES – emisní spektrometr, který bude měřit teplotu povrchu zkoumaných těles (rozsah 6-75 μm). Měl by posloužit k odhadu struktury povrchu i podpovrchových vrstev. Jde o vylepšený přístroj OTES, který byl použit na sondě OSIRIS-REx.

Vědecké informace budou získávány i pomocí kamer T2CAM: jejich primárním účelem je pomáhat k orientaci sondy v prostor, ale budou pořizovat i širokoúhlé snímky všech planetek, aby lépe zachytily jejich celkový tvar.

Plaketa s citáty

### Plaketa
Podobně jako u sond Pioneer 10 a 11 a Voyager 1 a 2 nese sonda plaketu, která však není určena pro případný nález mimozemskými civilizacemi, ale dalšími pozemskými generacemi. Jsou na ní jen základní údaje o letu a většinu plochy zabírají citáty známých osobností – např. Alberta Einsteina, Ringo Starra a Martina Luthera Kinga.